# سوسانا بادالیان (گیاه‌شناس)
سوسانا میکائیلی بادالیان (ارمنی: Սուսաննա Միքայելի Բադալյան؛ انگلیسی: Sousanna Badalyan؛ زادهٔ ۱ ژوئیهٔ ۱۹۵۸) گیاه‌شناس و قارچ‌شناس اهل ارمنستان است.

## زندگی‌نامه
وی در ۱ ژوئیهٔ ۱۹۵۸ در ایروان به دنیا آمد و از دانشگاه دولتی ایروان (۱۹۸۰) فارغ‌التحصیل گشت. وی در دانشگاه پزشکی دولتی ایروان و دانشگاه دولتی ایروان فعالیت کرده است.

## یادداشت
1. ↑  կենսաբանական գիտությունների դոկտոր